# MTV Movie Awards 1992
MTV Movie Awards 1992 — ежегодная церемония вручения кинонаград канала MTV, которая прошла 10 июня 1992 года. Ведущим церемонии был Деннис Миллер.

## Исполнители
- En Vogue — My Lovin' (You’re Never Gonna Get It)
- Ugly Kid Joe — Everything About You
- Arrested Development — Tennessee
- Винс Нил — You’re Invited (But Your Friend Can’t Come)

## Победители и номинанты
Победители написаны первыми и выделены жирным шрифтом.

### Лучший фильм
Терминатор 2: Судный день
- Огненный вихрь
- Ребята по соседству
- Джон Ф. Кеннеди. Выстрелы в Далласе
- Робин Гуд: Принц воров

### Лучшая мужская роль
Арнольд Шварценеггер — «Терминатор 2: Судный день»
- Кевин Костнер — «Робин Гуд: Принц воров»
- Роберт Де Ниро — «Мыс страха»
- Вэл Килмер — «Дорз»
- Робин Уильямс — «Король-рыбак»

### Лучшая женская роль
Линда Хэмилтон — «Терминатор 2: Судный день»
- Джина Дэвис — «Тельма и Луиза»
- Ребекка Де Морнэй — «Рука, качающая колыбель»
- Мэри Элизабет Мастрантонио — «Робин Гуд: Принц воров»
- Джулия Робертс — «Умереть молодым»

### Самый желанный мужчина
Киану Ривз — « На гребне волны»
- Кевин Костнер — «Робин Гуд: Принц воров»
- Кристиан Слейтер — «Каффс»
- Патрик Суэйзи — «На гребне волны»
- Жан-Клод Ван Дамм — «Двойной удар»

### Самая желанная женщина
Линда Хэмилтон — «Терминатор 2: Судный день»
- Кристина Эпплгейт — «Не говори маме, что няня умерла»
- Ким Бейсингер — «Окончательный анализ»
- Тиа Каррере — «Мир Уэйна»
- Джулия Робертс — «Умереть молодым»

### Лучший прорыв года
Эдвард Фёрлонг — «Терминатор 2: Судный день»
- Анна Кламски — «Моя дочь»
- Ice-T — «Нью-Джек-Сити»
- Кэмпбелл Скотт — «Умереть молодым»
- Кимберли Уильямс — «Отец невесты»

### Лучший актёрский дуэт
Дэна Карви и Майк Майерс — «Мир Уэйна»
- Дэймон Уэйанс и Брюс Уиллис — «Последний бойскаут»
- Анна Кламски и Маколей Калкин — «Моя дочь»
- Кевин Костнер и Морган Фримен — «Робин Гуд: Принц воров»
- Джина Дэвис и Сьюзан Сарандон — «Тельма и Луиза»

### Лучший злодей
Ребекка Де Морнэй — «Рука, качающая колыбель»
- Роберт Де Ниро — «Мыс страха»
- Роберт Патрик — «Терминатор 2: Судный день»
- Алан Рикман — «Робин Гуд: Принц воров»
- Уэсли Снайпс — «Нью-Джек-Сити»

### Лучшая комедийная роль
Билли Кристал — «Городские пижоны»
- Дэна Карви — «Мир Уэйна»
- Стив Мартин — «Отец невесты»
- Билл Мюррей — «А как же Боб?»
- Майк Майерс — «Мир Уэйна»

### Лучшая песня
Брайан Адамс — (Everything I Do) I Do It for You (из фильма «Робин Гуд: Принц воров»)
- MC Hammer — Addams Groove (из фильма «Семейка Аддамс»)
- Color Me Badd — I Wanna Sex You Up (из фильма «Нью-Джек-Сити»)
- Эрик Клэптон — Tears in Heaven (из фильма «Кайф»)
- Guns N’ Roses — You Could Be Mine (из фильма «Терминатор 2: Судный день»)

### Лучший поцелуй
Анна Кламски и Маколей Калкин — «Моя дочь»
- Анжелика Хьюстон и Рауль Хулия — «Семейка Аддамс»
- Аннетт Бенинг и Уоррен Битти — «Багси»
- Джульетт Льюис и Роберт Де Ниро — «Мыс страха»
- Присцилла Пресли и Лесли Нильсен — «Голый пистолет 2½: Запах страха»

### Самый зрелищный эпизод
Терминатор 2: Судный день
- Огненный вихрь
- Напролом
- Последний бойскаут
- На гребне волны

### Лучший новый режиссёр
Джон Синглтон — «Ребята по соседству»

### Пожизненное достижение
Джейсон Вурхиз (персонаж) — «Пятница, 13-е»

## Статистика
Фильмы, получившие наибольшее число номинаций.
| Фильм                                                  | номинации |
| ------------------------------------------------------ | --------- |
| Терминатор 2: Судный день / Terminator 2: Judgment Day | 8         |
| Робин Гуд: Принц воров / Robin Hood: Prince of Thieves | 7         |
| Мир Уэйна / Wayne’s World                              | 4         |
| Мыс страха / Cape Fear                                 | 3         |
| Умереть молодым / Dying Young                          | 3         |
| На гребне волны / Point Break                          | 3         |
| Нью-Джек Сити / New Jack City                          | 3         |
| Моя девочка / My Girl                                  | 3         |